# Fravaxi
Fravaxi (em avéstico: 𐬟𐬭𐬀𐬎𐬎𐬀𐬴𐬌; romaniz.: fravaṣ̌i, /frəˈvɑːʃi/) é o termo avéstico para o conceito zoroastrista de um espírito pessoal de um indivíduo, seja morto, vivo ou ainda não nascido. O fravaxi de um indivíduo envia o urvã (frequentemente traduzido como 'alma') para o mundo material para lutar a batalha do bem contra o mal. Na manhã do quarto dia após a morte, o urvã retorna ao seu fravaxi, onde suas experiências no mundo material são coletadas para auxiliar a próxima geração em sua luta entre o bem e o mal.

## Nas escrituras
A principal fonte de informação sobre os fravaxis é o Iaste 13 (frawardin Yasht), o hino que é dirigido a eles e no qual aparecem como seres que habitam a estratosfera, e auxiliam e protegem aqueles que os adoram, e no qual os fravaxis são apresentados no mesmo nível que os iazatas menores. Iaste 13 é um dos oito "grandes" iastes, e com seus 158 versos, é o texto mais longo da coleção e um dos mais bem preservados também. Por sua vez, é o segundo Iaste mais frequentemente recitado (depois de Iaste 1 para Aúra-Masda). Vários autores diferentes contribuíram para o hino, e sua qualidade literária é irregular; enquanto alguns versos são ricos em frases poéticas tradicionais, outros são de prosa muito imitativa.
Iaste 13 começa com um capítulo cosmogônico no qual o criador Aúra-Masda é retratado como reconhecendo que a criação material foi trazida com a assistência de "muitas centenas, muitos milhares, muitas dezenas de milhares" de "poderosos e vitoriosos fravaxis" (13.1-2). Além disso, Mazda é apresentado como reconhecendo que sem a ajuda dos fravaxis, o gado e os homens teriam sido perdidos para Angra Mainiu. "Esta declaração é totalmente heterodoxa e não é apoiada por nenhum outro texto." Os versos 14-15, assim como vários outros versos espalhados pelo texto, descrevem como os fravaxis continuam a sustentar o mundo material e a humanidade na fase pós-criação do mundo. Os versos 16-17, assim como vários outros versos posteriores, celebram suas proezas militares e assistência em batalha, onde são invocados. O verso 20 inclui uma injunção para memorizar sua invocação, de modo a poder chamá-los em momentos de necessidade.
Em 13.49-52, o hino se volta à função dos fravaxis em relação aos mortos. Lá, diz-se que retornam para suas (antigas) casas durante os últimos dias do ano (Hamaspatemaedaia, fravardigã), esperando serem adorados e receber presentes, em troca dos quais abençoam aqueles que vivem lá. Esta seção (karda), conhecida pelos sacerdotes por suas palavras de abertura como ya visatha, também aparece em Siroza 1/2 e vários Afrinagãs, notavelmente aqueles de Arda Fravaxe (o 'fravaxe justo') e Damã (o iazata da oração), e é, portanto, uma passagem frequentemente recitada. Em 13.65-68, os fravaxis são associados à prosperidade e se esforçam anualmente para garantir que "família, assentamento, tribo e país" tenham chuva. Os versos 149 e 155 também estão relacionados ao urvã dos mortos e oferecem adoração tanto ao urvã quanto ao fravaxi como partes distintas da natureza imaterial de um mortal. E embora se diga que têm proezas marciais em algumas passagens, em outros lugares (13.49-52, 13.96-144), são coevos com o urvã relativamente indefeso. Essa coidentificação também ocorre em outros lugares do Avestá, como em Iasna 16.7, onde é explícita.
De acordo com Mary Boyce, as anomalias desconcertantes de Iaste 13 são traços residuais do culto fravaxi, que ela define como uma forma de adoração ancestral e/ou culto heroico que se desenvolveu durante (o que ela chama) a 'Era Heroica Iraniana' (c. 1 500 a.C. em diante).

## Tradição
No mito de Dencarde sobre a concepção de Zoroastro (Dc.7.2.15-47), seu fravaxi é enviado do céu dentro de uma única haoma para ser unido na terra com seu corpo mortal (tanu) e glória designada (khvarenah). A Criação Original narra uma fábula na qual os fravaxis recebem a escolha de permanecer protegidos com Aúra-Masda, ou nascer em mortais, sofrendo, mas também ajudando a trazer a derrota de Angra Mainiu. Aos fravaxis é mostrado o futuro antes da criação do mundo material getik. A oferta de segurança de Aúra-Masda com a inação é rejeitada e os fravaxis consentem em entrar no mundo material como aliados ativos na batalha contra o mal (GBd. 34.12f). Em outro mito cosmológico (Zadspram 3.2-3), quando Angra Mainiu irrompe no mundo criado, os fravaxis se reúnem na borda do céu para aprisioná-lo. O Dencarde, Xicande gumanique vichar, Menogue i crate, Zatspram e várias outras obras juntas incluem uma extensa exegese teológica sobre a distinção entre os aspectos getik e menok (materiais e imateriais) da criação, e entre o fravarde e o urvã.